# ثور الماء
ثور الماء أو طحلب مرجاني (الاسم العلمي Corallina)، جنس نباتات بحرية من فصيلة الطحالب المرجانية. أنواعه نحو 21 عشرة منها محصورة ببحار المناطق الحارة والبقية الأخرى منتشرة في جميع بحار العالم. تعيش بمعظمها على الصخور المرتطمة بمياه البحر وبعضها يتطفل على القوقس. يقال أنها لا تخلو من المنافع الطبية.